# ریکارد نورلینگ
ریکارد نورلینگ (انگلیسی: Rikard Norling؛ زادهٔ ۴ ژوئن ۱۹۷۱) بازیکن پیشین و مربی کنونی فوتبال اهل سوئد است. او هم‌اکنون هدایت تیم نورشوپینگ را برعهده دارد.

## افتخارات

### مربی
آی‌ای‌کی
- لیگ برتر سوئد: ۲۰۱۸
- لیگ دو سوئد: ۲۰۰۵

مالمو
- لیگ برتر سوئد: ۲۰۱۳
- سوپر جام سوئد: ۲۰۱۳

### جوایز فردی
- بهترین سرمربی لیگ برتر سوئد: ۲۰۱۳، ۲۰۱۸